# Gobiodon brochus
Gobiodon brochus és una espècie de peix de la família dels gòbids i de l'ordre dels perciformes.
Poden assolir fins a 2,6 cm de longitud total. Es troba a Fidji, la Gran Barrera de Corall, Nova Caledònia i Tonga.